# Saint-Paul-le-Froid
Saint-Paul-le-Froid este o comună în departamentul Lozère din sudul Franței. În 2009 avea o populație de 147 de locuitori.

## Evoluția populației
| An        | 1975 | 1982 | 1990 | 1999 | 2006 | 2009 |
| --------- | ---- | ---- | ---- | ---- | ---- | ---- |
| Populație | 293  | 235  | 221  | 186  | 158  | 147  |